# Ion Stăvilă
Ion Stăvilă (n. 9 octombrie 1958) este un diplomat moldovean, care din iulie 2010 până la 3 iunie 2015 a îndeplinit funcția de Ambasador al Republicii Moldova în Ucraina și prin cumul în Turkmenistan și Uzbekistan.

## Biografie
Ion Stăvilă s-a născut pe 9 octombrie 1958 în satul Jora de Jos, raionul Orhei, RSS Moldovenească. A absolvit Facultatea de Istorie a Universității de Stat din Moldova și a făcut aspirantura la Universitatea de Stat din Moscova, cu specializarea în Istoria contemporană a Franței. Are grad științific de doctor în științe istorice și grad diplomatic de Ambasador;.
Începând cu anul 1981 a fost lector de istorie contemporană la Institutul Pedagogic de Stat din Chișinău; din 1987 este lector superior și prodecan (până în 1991) la Facultatea de istorie și etnopedagogie a Institutului pedagogic de Stat din Chișinău.
În 1992-1996 a fost director al „Direcției Europa și America de Nord” la Ministerul Afacerilor Externe.
În perioada 1996-1999 a fost ministru-consilier al Ambasadei Republicii Moldova în Regatul Belgiei.
Din 2001 până în 2004 a fost viceministru al afacerilor externe al Republicii Moldova.
În perioada 2004-2006 a fost șef-adjunct de misiune la Ambasada Republicii Moldova în Ucraina.
În 2006-2009 a fost viceministru al reintegrării al Republicii Moldova.
Din iulie 2010 până la 3 iunie 2015 a fost Ambasador Extraordinar și Plenipotențiar al Republicii Moldova în Ucraina și prin cumul în Turkmenistan și Uzbekistan.
Este căsătorit și are două fiice. Pe lângă limba de stat mai vorbește franceza, engleza, rusa și ucraineana.